# Presnovka Aūdany
Presnovka Aūdany är ett distrikt i Kazakstan.   Det ligger i oblystet Nordkazakstan, i den norra delen av landet, 500 km nordväst om huvudstaden Astana.